# Бугонија (филм)
Бугонија (енгл. Bugonia) је предстојећи амерички научнофантастично-хумористички филм из 2025. године, режисера Јоргоса Лантимоса, према сценарију који је написао Вил Трејси. Представља римејк јужнокорејског филма Save the Green Planet! (2003). Главне улоге у филму тумаче Ема Стоун, Џеси Племонс и Алиша Силверстон.
Филм ће изаћи 24. октобра 2025. године.

## Радња
Двојица младића опседнутих теоријама завере киднапују моћну генералну директорку велике корпорације, убеђени да је она ванземаљац који планира уништење Земље.

## Улоге
| Глумац           | Улога          |
| ---------------- | -------------- |
| Ема Стоун        | Мишел          |
| Џеси Племонс     | Теди           |
| Алиша Силверстон | Тедијева мајка |